# Aichryson villosum
Aichryson villosum — вид рослин з родини товстолисті (Crassulaceae), ендемік Мадейри та Азорських островів.

## Опис
Однорічна, проста або злегка розгалужена, щільно волохата, трав'яниста рослина, висотою від 8 до 18 сантиметрів. Суцвіття: 7–8 квіток мають діаметр від 12 до 15 міліметрів. Чашолистки щільно волохаті. Глибокі жовті, ланцетні, загострені пелюстки довжиною від 5 до 7 міліметрів.

## Поширення
Ендемік архіпелагу Мадейра (о-ви Мадейра, Дезерташ, Порту-Санту) та Азорських островів (о. Санта-Марія).